# Mykoła Łapko
Mykoła Romanowycz Łapko, ukr. Микола Романович Лапко (ur. 11 października 1976 we wsi Wysocko Niżne w obwodzie lwowskim) – ukraiński piłkarz, grający na pozycji obrońcy, a wcześniej pomocnika lub napastnika, trener piłkarski.

## Kariera piłkarska

### Kariera klubowa
Wychowanek klubu Karpaty Lwów. W 1993 rozpoczął karierę piłkarską w pierwszej drużynie Karpat. Po 7 spotkaniach w barwach Skały Stryj w październiku 1993 został piłkarzem FK Lwów. Na początku 1997 roku przeszedł do Worskły Połtawa. Następnego roku przeniósł się do Prykarpattia Iwano-Frankowsk. Po pół roku odezwał się na zaproszenia byłego trenera Worskły Wiktora Pożeczewskiego i razem z Andrijem Chomynem podał się do turkmeńskiego klubu Köpetdag Aszchabad. Na początku 1999 powrócił do FK Lwów, a w 2000 podpisał kontrakt z Metałurhem Zaporoże. Na początku 2005 powrócił do Karpat. Na początku 2008 wyjechał do Azerbejdżanu, gdzie bronił barw Simurqa Zaqatala. Latem 2008 powrócił do Ukrainy, gdzie zakończył karierę piłkarską w klubie Wołyń Łuck.

## Kariera trenerska
Jeszcze występując w Karpatach Lwów pomagał trenować klub.

## Sukcesy i odznaczenia

### Sukcesy klubowe
- brązowy medalista Mistrzostw Ukrainy: 1997
- wicemistrz Turkmenistanu: 1998
- wicemistrz Pierwszej Ligi Ukrainy: 2006